# Dafina Milanović
Dafina Milanović (v srbské cyrilici Дафина Милановић; 1947, Skobalj u Smedereva – 4. září 2008, Bělehrad, Srbsko) byla srbská podnikatelka a ředitelka banky Dafiment.
V roce 1979 byla jako pokladní klubu Mornar odsouzena na 11 měsíců vězení se čtyřletým podmíněným trestem kvůli nezákonnému přivlastňování peněz. V roce 1988 byla opět souzena za zpronevěru ve firmách Slavija a Plastika. Přestože měla absolvovat dvouletý trest, nikdy jeho výkon nenastoupila.[zdroj?]
V roce 1991 založila Dafiment Banku. Díky podpoře tehdejšího politického vedení a médií, která reklamy Dafiment Banky vysílala velmi často, byla označována přezdívkou Srbská matka. Sama Milanović dokázala ustát i pád druhé banky, která byla organizována na principu pyramidové hry, a to Jugoskandiku. V okamžiku jeho pádu dala důrazně najevo, že je Dafiment Banka solventní podnik. Sama prezentovala vznik nových poboček vlastní banky v Irsku, na Kypru a slibovala výstavbu velkého paláce v Bělehradě.
Po bankrotu banky 1. května 1993 se pokoušela uniknout ze země. Na hraničním přechodu Kelebia-Subotica jí byl zabaven cestovní pas. I přesto se jí však podařilo ze Svazové republiky Jugoslávie uprchnout. Nedlouho po pádu banky zemřel její manžel a děti při dopravní nehodě v Maďarsku.
V nepřítomnosti byla obviněna za protiprávní jednání v letech 1991–1997. Provoz pyramidové hry, kterého se sama účastnila, se konal ve spolupráci s bývalým guvernérem Národní banky Srbska Borislavem Atanackovićem.
Roku 2002 byla zatčena v Německu a vydána do Srbska. Následně byla souzena, během pobytu ve vězení onemocněla rakovinou. Během soudního procesu spojení se Slobodanem Miloševićem zcela rozhodně odmítla. Za smrt svého manžela i dětí vinila právě bývalého jugoslávského prezidenta; Miloševiće a Željka Ražnatoviće naopak vinila z vydírání.
V roce 2007 byla souzena ve Švýcarsku kvůli obvinění z podvodu ve výši 210 000 CHF. Po několika dnech vazby byla propuštěna z vězení a vrátila se do Srbska.